# Lorenzo Raggi
Lorenzo Raggi (Firenze, 1948) è un paroliere italiano.

## Biografia
Autore di testi fin dagli anni '70, Lorenzo Raggi ha collaborato con diversi tra i più importanti cantanti e cantautori internazionali, a cominciare da Gino Paoli con il quale scrive – tra l'altro- Il Manichino, Mediterraneo, Un amore di seconda mano, Chopin, La donna che amo.
La sua collaborazione con Riz Ortolani risale a quel periodo quando riscopre canzoni popolari fiorentine che saranno poi cantate da Katyna Ranieri. Con Ortolani firma il tema dello sceneggiato Cristoforo Colombo, cantato da Plácido Domingo.
Molte le canzoni di Lorenzo Raggi portate al successo da artisti come Fred Bongusto (Bruttissima Bellissima, Se il mondo avesse qualcosa di te, Forte Forte, Una mezza Estate, Pensione sole,  Le donne più belle, Lui), Peppino di Capri (Nun chiagnere), Orietta Berti per la quale firma canzoni come Futuro  e Senza te, portata poi al successo in Francia da Mireille Mathieu con il titolo Après toi. E proprio con i francesi Raggi ha una lunga collaborazione, lavorando con artisti come Leo Ferré, Sacha Distel e soprattutto Charles Aznavour con il quale realizza numerosi LP. Tra i brani più noti, Ave Maria, Poi Passa, Il mare da bere, Essere, La prima danza. Nel 1981 ottiene un clamoroso exploit con la canzone Il ballo del qua qua, cantata da Al Bano e Romina Power, mentre è da ricordare la sua partecipazione alla colonna sonora de Il padrino - Parte III, per il quale lavora insieme a Carmine Coppola, padre di Francis Ford Coppola.
Tra gli altri hanno cantato canzoni di Raggi anche Mina (Ti accetto come sei), Ornella Vanoni (Ma chissà), Gigliola Cinquetti, Umberto Balsamo, Peppino Gagliardi, Donatella Rettore, Mino Reitano, Paul Anka, Milva (L'ultima Carmen, A tradimento, Un altro maggio).
Nel 2007 è tornato alla ribalta, collaborando all'opera-musical di Riz Ortolani Il Principe della Gioventù, per la quale ha scritto le liriche di tutti i brani musicali.